# Фиески, Гульельмо
Гульельмо Фиески (итал. Guglielmo Fieschi) — граф Лаваньи, католический церковный деятель XIII века, племянник папы Иннокентия IV. Он родился между 1210 и 1220 годами в Генуе, но о его жизни ничего не известно до его возведения в кардиналы.
На консистории 1244 года был провозглашен кардиналом-дьяконом с титулом церкви Сант-Эустакьо. Участвовал в Первом Лионском соборе (1245) и выборах папы 1254 года (Александр IV).
Он умер 1 мая 1256 года.